# Apocrifi dell'Antico Testamento

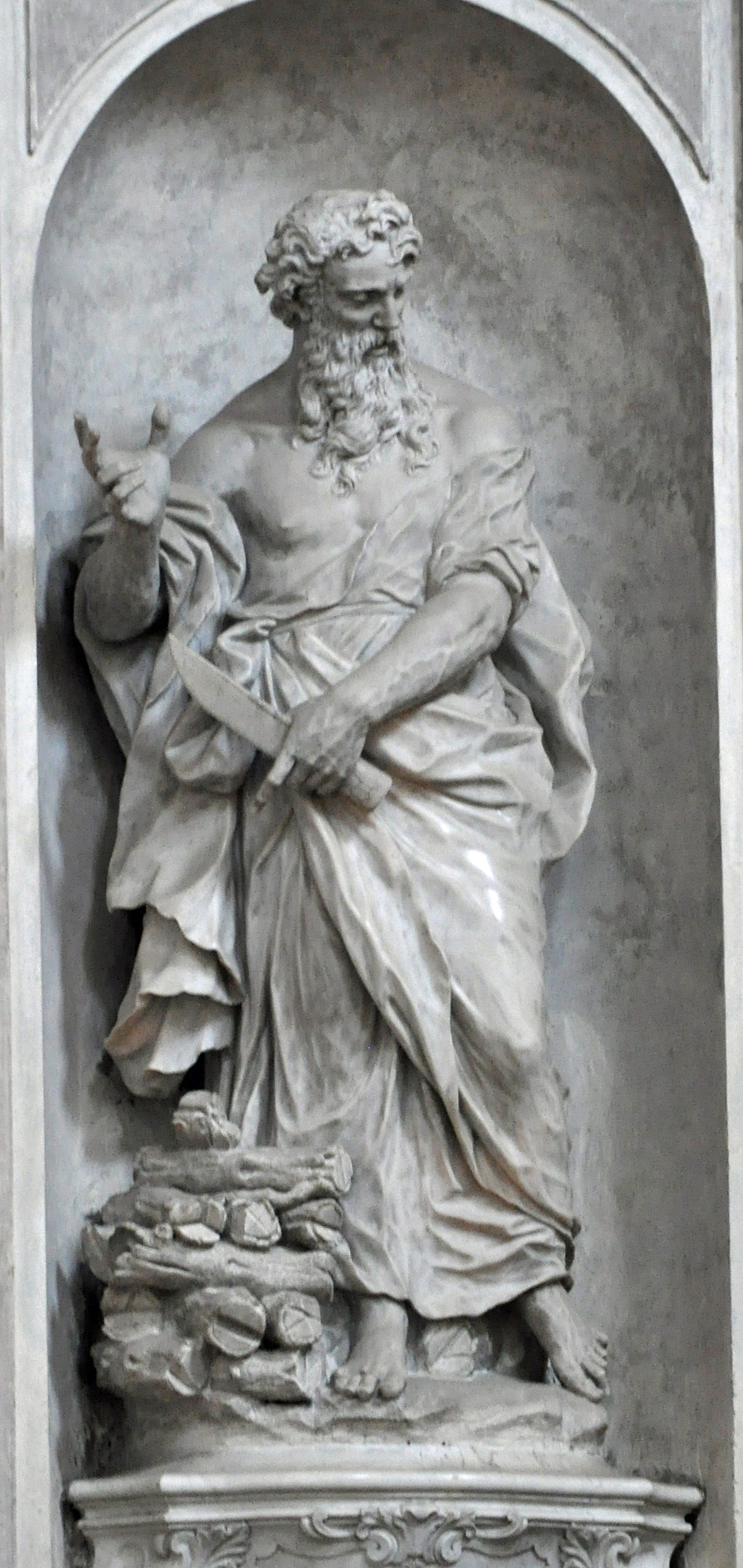
Statua di Abramo, opera di Gian Maria Morlaiter, chiesa dei Gesuati, Venezia.

Gli Apocrifi dell'Antico Testamento sono testi religiosi, definiti apocrifi in quanto esclusi dal canone della Bibbia ebraico e cristiano che si riferiscono come contenuto o attribuzione pseudoepigrafa all'Antico Testamento. Per indicarli è ampiamente diffusa anche la dicitura Apocrifi giudaici, ma tale terminologia è impropria: non tutti sono nati in ambiente giudaico, bensì molti di essi derivano da autori cristiani o ci sono comunque pervenuti con pesanti rielaborazioni e/o aggiunte cristiane.
La data di composizione dei testi è molto variegata. Quanto al genere letterario, appartengono a varie tipologie. Particolarmente numerose sono le apocalissi e i testamenti.

## Apocalissi apocrife dell'Antico Testamento
La parola "apocalisse" è una translitterazione del greco ἀπōκάλυψις, che indica letteralmente 'l'alzarsi di un velo', e in senso figurato 'svelamento' o 'rivelazione' di cose nascoste. Alcuni testi apocalittici fanno parte della Bibbia: il libro di Daniele e l'Apocalisse di Giovanni (accolta solo nel canone cristiano). Alcuni elementi accomunano tutti i testi della letteratura apocalittica:
- la rivelazione narrata dall'autore si fonda su una visione, un sogno o un viaggio corporeo attraverso i cieli e/o gli inferi;
- l'autore è guidato nella visione o nel viaggio da un angelo e incontra altri angeli, diavoli, anime di defunti;
- l'autore apprende i progetti divini sulla storia circa il futuro prossimo o remoto, talvolta parlando direttamente con Dio, più spesso attraverso visioni allegoriche;
- tali progetti prevedono il trionfo ultimo della giustizia, spesso in contrasto col difficile contesto storico nel quale si trova l'autore pseudoepigrafo e i lettori: le cose ora vanno male ma non temete, Dio ristabilirà la pace.

| Apocalissi apocrife dell'Antico Testamento                  | Apocalissi apocrife dell'Antico Testamento                                                     | Apocalissi apocrife dell'Antico Testamento                            | Apocalissi apocrife dell'Antico Testamento                 | Apocalissi apocrife dell'Antico Testamento | Apocalissi apocrife dell'Antico Testamento                                                                                             |
| Titolo                                                      | Autore                                                                                         | Lingua                                                                | Data                                                       | Contenuto | Note |
| ----------------------------------------------------------- | ---------------------------------------------------------------------------------------------- | --------------------------------------------------------------------- | ---------------------------------------------------------- | --- | --- |
| Apocalisse di Abramo                                        | pseudoepigrafo di Abramo (XVIII secolo a.C.)                                                   | prototesto semitico perduto pervenutoci solo in paleoslavo            | fine I secolo d.C.                                         | Nella prima parte (circa 1/3) è descritta la conversione di Abramo dal politeismo al monoteismo. Nella seconda parte propriamente apocalittica Abramo è testimone della consegna al demone Azazel degli inferi e della purificazione del tempio di Gerusalemme dai culti idolatrici     | Origine giudaica con alcune interpolazioni cristiane                                                                                   |
| Apocalisse di Adamo                                         | -                                                                                              | copto                                                                 | I-II secolo d.C.                                           | Nei suoi 700 anni Adamo racconta a Set, terzo figlio, come raggiunse con Eva la piena conoscenza di Dio prima della caduta | Origine giudeo-gnostica o cristiano-gnostica                                                                                           |
| Apocalisse di Baruc o 2 Baruc o Apocalisse siriaca di Baruc | pseudoepigrafo di Baruc 'segretario' di Geremia durante l'esilio di Babilonia (VI secolo a.C.) | prototesto semitico perduto pervenutoci in siriaco, greco, paleoslavo | fine I secolo d.C.                                         | Baruc si lamenta per la caduta di Gerusalemme e la distruzione del tempio (587 a.C.). Un angelo lo accompagna in un viaggio in cielo dove incontra demoni e angeli, tra cui Michele, e ritrova il tempio celeste                                                                        | Origine giudaica |
| Apocalisse greca di Baruc o 3 Baruc                         | pseudoepigrafo di Baruc 'segretario' di Geremia durante l'esilio di Babilonia (VI secolo a.C.) | greco                                                                 | fine I secolo d.C. - inizio II secolo d.C.                 | Baruc si lamenta per la caduta di Gerusalemme (587 a.C.). Un angelo lo accompagna in un viaggio in cielo dove incontra demoni e angeli, tra cui Michele, e ritrova il tempio celeste | Origine giudaica |
| Apocalisse di Daniele o Apocalisse persiana di Daniele      | pseudoepigrafo di Daniele                                                                      | prototesto aramaico perduto pervenutoci solo in persiano              | prima metà IX secolo d.C.                                  | 2 parti: 1. avventure di Daniele nell'esilio a Babilonia (VI secolo a.C.); 2. visioni apocalittiche che svelano il futuro con la sottomissione a un dominatore (allegoria di Maometto) ma col riscatto tramite il Messia figlio di Davide che instaura un regno fino al giudizio finale | Origine giudaica. Ricalca stile e contenuti del Libro di Daniele                                                                       |
| Apocalisse di Elia (copta) o 1 Elia                         | pseudoepigrafo di Elia (IX secolo a.C.)                                                        | copto forse su un prototesto ebraico perduto del I secolo a.C.        | III secolo d.C.                                            | 3 parti: 1. esortazione; 2. visione apocalittica; 3. leggenda sull'Anticristo | Origine cristiana. Pervenutoci in frammenti                                                                                            |
| Apocalisse di Elia (ebraica) o 2 Elia o Libro di Elia       | pseudoepigrafo di Elia (IX secolo a.C.)                                                        | ebraico                                                               | III secolo a.C. (?) con interpolazioni nel III secolo d.C. | Rivelazione di Michele circa il futuro e l'Anticristo. Viaggio di Elia in paradiso. Il Messia di nome Winon sarà vittorioso contro Gigit e instaurerà il regno d'Israele | Origine giudaica con accenni alle guerre romano-persiane                                                                               |
| Apocalisse di Esdra                                         | pseudoepigrafo di Esdra (V secolo a.C.)                                                        | greco                                                                 | II-IX secolo d.C. (?)                                      | Viaggio di Esdra in paradiso, dove chiede a Dio il perché del peccato dell'uomo senza ottenerne risposta, e inferno, scortato da Michele e Gabriele dove vede l'Anticristo | Origine cristiana (o giudaica rielaborata da cristiani). Richiami al Libro di Neemia e somiglianze con l'Apocalisse di Sedrach         |
| Apocalisse di Sadrach                                       | -                                                                                              | greco                                                                 | III-IV secolo d.C.                                         | Viaggio in paradiso di Sadrach = Anania in greco (VI secolo a.C.) e dialogo con Dio, che gli dice di permettere il male nel mondo per amore della libertà dell'uomo | Origine cristiana, forse rimaneggiamento di un precedente testo giudaico (II secolo d.C.?) con sostituzione di Gesù all'angelo Michele |
| Apocalisse di Mosè                                          | -                                                                                              | greco                                                                 | -                                                          | Descrive la vita di Adamo ed Eva da quando vengono cacciati dall'Eden fino alla loro morte. | Variante greca del testo apocrifo giudaico Vita di Adamo ed Eva (I secolo d.C.)                                                        |
| Apocalisse di Sofonia                                       | pseudoepigrafo del profeta Sofonia (fine VII secolo a.C.)                                      | ebraico (perduto)                                                     | I secolo a.C. - I secolo d.C.                              | Viaggio di Sofonia in paradiso e inferno. Sofonia tramutato in un angelo | Origine giudaica, perduto, pervenuteci citazioni patristiche e brevi frammenti del testo in copto                                      |

## Testamenti apocrifi dell'Antico Testamento
Il genere letterario del testamento, similmente all'uso corrente del termine, è caratterizzato dalla enunciazione da parte di un personaggio morente delle sue ultime volontà. Spesso si tratta di esortazioni morali.
| Testamenti apocrifi dell'Antico Testamento | Testamenti apocrifi dell'Antico Testamento                                              | Testamenti apocrifi dell'Antico Testamento           | Testamenti apocrifi dell'Antico Testamento                                     | Testamenti apocrifi dell'Antico Testamento | Testamenti apocrifi dell'Antico Testamento |
| Titolo                                     | Autore                                                                                  | Lingua                                               | Data                                                                           | Contenuto | Note |
| ------------------------------------------ | --------------------------------------------------------------------------------------- | ---------------------------------------------------- | ------------------------------------------------------------------------------ | --- | --- |
| Testamento di Abramo                       | -                                                                                       | greco                                                | fine I secolo d.C.                                                             | Nonostante la dicitura tradizionale si tratta propriamente di una apocalisse (da non confondere però col testo Apocalisse di Abramo), contenente la descrizione di un viaggio di Abramo in cielo guidato da Michele | Origine giudaica |
| Testamento di Adamo o Libro di Adamo       | pseudoepigrafo di Set, figlio di Adamo, che raccoglie le parole a lui rivolte dal padre | siriaco                                              | redazione definitiva VI secolo d.C. (a Edessa?) forse su nucleo del II-IV d.C. | Ultime parole di Adamo al figlio Set nelle quali annuncia tra l'altro la venuta del Messia crocifisso e del diluvio universale                                                                                      | Redazione finale cristiana, forse ampliamento di un precedente nucleo (giudaico?) |
| Testamento dei Dodici Patriarchi           | -                                                                                       | ebraico                                              | fine II secolo a.C.                                                            | Esortazioni di Giacobbe morente ai 12 figli (XVIII secolo a.C.) | Origine giudaica, successive rielaborazioni cristiane |
| Testamento di Giacobbe                     | -                                                                                       | copto                                                | ?                                                                              | Ampliamento del testamento di Giacobbe contenuto in Genesi 47,29-50,26 con intervento dell'arcangelo Michele | Origine giudaica |
| Testamento di Giobbe                       | -                                                                                       | greco                                                | I secolo a.C. - I secolo d.C.                                                  | Riprende i personaggi e la discussione circa l'origine del male per l'uomo giusto contenuta nel biblico Libro di Giobbe. Giobbe mostra però una più sicura fede in Dio                                              | Origine giudaica (terapeuti? esseni?) o cristiana |
| Testamento di Isacco                       | -                                                                                       | pervenutoci in copto, prototesto perduto (in greco?) | II-V secolo d.C. (?)                                                           | Dialoghi di Isacco (XVII secolo a.C.) morente e suo viaggio in cielo | Origine giudaica, successive rielaborazioni cristiane. Derivato dal Testamento di Abramo |
| Testamento di Mosè o Assunzione di Mosè    | -                                                                                       | originariamente in greco ma pervenutoci in latino    | prima metà del I secolo d.C.                                                   | Indicazioni di Mosè (XIII secolo a.C.) morente a Giosuè con profezie sul futuro della nazione ebraica fino al regno di Erode                                                                                        | Origine giudaica. Il testo pervenutoci è un manoscritto latino incompleto del VI secolo. Fonti patristiche (v. anche Gd1,9) riferiscono di una diatriba tra Michele e Satana circa il corpo di Mosè presente nella "Assunzione di Mosè", assente nel Testamento. Forse in una seconda parte mancante era descritta anche la sua Assunzione con l'episodio citato |
| Testamento di Salomone                     | -                                                                                       | ebraico e greco                                      | I secolo d.C. (nucleo), III secolo d.C. (rielaborazione)                       | Salomone, re di Israele (X secolo a.C.), in punto di morte ricorda con dolore la propria idolatria che attribuisce a influenze demoniache, e si dilunga in una trattazione demonologica                             | Rielaborazione cristiana di un precedente testo giudaico |

## Altri testi apocrifi dell'Antico Testamento
Numerosi altri scritti hanno un genere letterario variegato: si tratta per lo più di narrazioni storiche relative a personaggi dell'Antico Testamento, ma anche di esortazioni e di visioni. Spesso i racconti si tingono di colorità apocalittiche, trattando accadimenti passati o futuri relativi ad angeli o demoni.
| Apocrifi dell'Antico Testamento                                | Apocrifi dell'Antico Testamento                                                                | Apocrifi dell'Antico Testamento                                                                                       | Apocrifi dell'Antico Testamento                                        | Apocrifi dell'Antico Testamento | Apocrifi dell'Antico Testamento |
| Titolo                                                         | Autore                                                                                         | Lingua | Data                                                                   | Contenuto | Note |
| -------------------------------------------------------------- | ---------------------------------------------------------------------------------------------- | --- | ---------------------------------------------------------------------- | --- | --- |
| Ascensione di Isaia                                            | -                                                                                              | greco (la prima sezione forse da un prototesto semitico perduto)                                                      | redazione definitiva inizio II secolo d.C.                             | 3 sezioni eterogenee attinenti al profeta Isaia (fine VIII-inizio VII secolo a.C.): 1. Martirio di Isaia, segato in due per ordine di Manasse re di Giuda; 2. Visione di Isaia o Testamento di Ezechia; 3. Ascensione di Isaia, descrivente un viaggio attraverso i 7 cieli e la vita, morte, risurrezione del Signore            | Origine cristiana (forse sviluppo e ampliamento di un nucleo giudaico del Martirio di Isaia, di origine essena). Le 3 sezioni per la loro eterogeneità sono in passato circolate, e attualmente da molti considerate, come autonome       |
| 4 Baruc o Omissioni di Geremia                                 | pseudoepigrafo di Baruc 'segretario' di Geremia durante l'esilio di Babilonia (VI secolo a.C.) | greco | metà II secolo d.C.                                                    | Descrive l'operato di Geremia e Baruc presso i deportati durante l'esilio di Babilonia | Origine giudaica con successiva rielaborazione cristiana |
| Domande di Esdra                                               | -                                                                                              | armeno | ?                                                                      | 6 domande rivolte da Esdra all'"angelo di Dio" | Origine cristiana |
| Libro di Enoch o 1 Enoch o Enoch etiope                        | -                                                                                              | pervenutoci integralmente in gheez (dialetto etiopico), su prototesto aramaico perduto (frammenti ritrovati a Qumran) | redazione definitiva I secolo a.C.                                     | 5 sezioni eterogenee (forse in origine autonome) relative a Enoch: 1. Libro dei Vigilanti (cc. 1-36); 2. Libro delle parabole (cc. 37-71); 3. Libro dei luminari (cc. 72-82); 4. Libro dei sogni (cc. 83-90); 5. Lettera di Enoch (cc. 91-108)                                                                                    | Origine giudaica, poi accolto (e forse rimaneggiato) nella tradizione cristiana. Fondamentale per l'angelologia e demonologia giudaico-cristiana. Presente nel canone cristiano copto. Incorpora brani dell'apocrifo perduto Libro di Noè |
| 2 Enoch o Enoch slavo o Apocalisse di Enoch o Segreti di Enoch | pseudoepigrafo di Enoch                                                                        | pervenutoci in paleoslavo, da un testo greco perduto, a sua volta da un testo semitico perduto                        | redazione originale fine I secolo d.C., redazione paleoslava XI secolo | Descrive un viaggio del patriarca attraverso i 7 cieli che culmina con l'incontro con Dio e la trasformazione di Enoch nell'angelo Metatron | Origine giudaica |
| 3 Enoch o Apocalisse ebraica di Enoch                          | pseudoepigrafo di rabbi Ismael ben Elisha (I secolo d.C.)                                      | ebraico | V-VI secolo d.C. forse su nucleo del II-III secolo d.C.                | 4 sezioni: 1. ascensione di rabbi Ismael ben Elisha; 2. Ismael incontra Enoch-Metatron; 3. descrizione degli angeli; 4. descrizione del paradiso | Origine giudaica |
| Libro dei Giubilei o Piccola Genesi                            | -                                                                                              | ebraico | II secolo a.C.                                                         | Parafrasa la storia del mondo dalla creazione all'Esodo (uscita degli Ebrei dall'Egitto), suddividendola in giubilei (periodi di 49 anni) | Origine giudaica. Presente nel canone cristiano copto |
| Libro di Iannes e Iambres                                      | -                                                                                              | greco | ?                                                                      | Contenuto ignoto. Ipotizzando una conversione al giudaismo dei due maghi egizi che si scontrarono con Mosè, narrata nel Targum, che la tradizione giudaica ha chiamato Iannes e Iambres, forse si trattava di una preghiera o salmo penitenziale                                                                                  | Citazioni indirette di scrittori cristiani accennano al testo. Origine giudaica o cristiana |
| Libro di Giuseppe e Aseneth o Matrimonio di Aseneth            | -                                                                                              | greco | I secolo a.C. - I secolo d.C.                                          | Descrive il matrimonio tra Giuseppe e Aseneth (Egitto XVIII secolo a.C.) | Origine giudaica nella diaspora in Egitto, rielaborazione cristiana V secolo d.C. |
| Libro di Noè                                                   | -                                                                                              | greco | inizio II secolo a.C.                                                  | Conteneva particolari circa la caduta degli angeli, il diluvio, la nascita di Noè | Origine giudaica. Menzionato come testo autonomo in altri apocrifi, oggi perduto ma parzialmente confluito in 1 Enoch. Frammenti ritrovati tra i manoscritti di Qumran                                                                    |
| 5 Maccabei                                                     | -                                                                                              | arabo forse su prototesto ebraico perduto                                                                             | fine I secolo d.C.                                                     | Descrive eventi storici relativi alla Giudea tra il 186 a.C. e il 6 a.C., in parte sovrapposti ai racconti di 1-2 Maccabei e con molte aggiunge proprie | Origine giudaica |
| Odi di Salomone                                                | pseudoepigrafi di Salomone (X secolo a.C.)                                                     | greco forse su prototesto siriaco                                                                                     | I secolo d.C.                                                          | 42 brevi componimenti poetici | Origine cristiana |
| Oracoli sibillini                                              | -                                                                                              | greco in esametri | I secolo a.C. - I secolo d.C.                                          | 14 libri eterogenei con varie pseudo-profezie circa eventi storici | Nucleo (libri 3-5) di origine giudaica nella diaspora in Egitto nel II secolo a.C., seguito da rielaborazione e ampliamento cristiano (I-VI d.C.)                                                                                         |
| Preghiera di Giuseppe                                          | -                                                                                              | greco | I-II secolo d.C.                                                       | Nel frammento pervenuto Giacobbe-Israele parla di sé | Origine giudaica. Pervenuta in frammenti (16 linee su 1100), forse anti-cristiana |
| Storia di Ahikar                                               | -                                                                                              | aramaico | V secolo a.C.                                                          | Storia del Achikar, gran visir di Assiria durante i regni di Sennacherib ed Esarhaddon (VII secolo a.C.). Privo di figli naturali adotta Nadab figlio di sua sorella come suo successore. L'ingrato Nadab però complotta contro lo zio, ma alla fine prevale la giustizia con la riabilitazione di Achikar e la condanna di Nadab | Origine giudaica. Successivi ampliamenti cristiani (II secolo d.C.) |
| Storia dei Recabiti                                            | -                                                                                              | greco | VI secolo d.C. (su nucleo del I secolo d.C.?)                          | Testo composito. Lotta tra Gesù e il diavolo durante i 40 giorni nel deserto. Storia dei Recabiti al tempo di Geremia | Origine giudaica. Successiva rielaborazione cristiana |
| Vita di Adamo ed Eva                                           | -                                                                                              | greco e altre versioni, forse su prototesto ebraico                                                                   | fine I secolo d.C.                                                     | Descrive la vita di Adamo ed Eva dalla cacciata dall'Eden alla morte di entrambi. Resoconto di Eva del peccato originale, con notevole aggiunte rispetto al racconto di Genesi (p.es. serpente con mani e piedi, albero come fico).                                                                                               | Origine giudaica. In passato chiamato anche Rivelazione (o Apocalisse) di Mosè, essendo tradizionalmente riferita a Mosè la Genesi |
| Visione di Esdra                                               | pseudoepigrafo di Esdra (V secolo a.C.)                                                        | latino forse su un prototesto greco perduto del IV-VI secolo d.C.                                                     | XI secolo d.C.                                                         | Viaggio di Esdra in paradiso, dove vede l'incolumità dei giusti e il castigo dei peccatori | Origine cristiana. Richiami all'Apocalisse di Esdra e al Libro di Neemia |
| Vite dei profeti                                               | -                                                                                              | greco forse su un prototesto perduto ebraico o siriaco                                                                | I secolo d.C.                                                          | Contiene particolari e leggende di provenienza extra-biblica sulle vite di alcuni profeti biblici | Origine giudaica con successive interpolazioni cristiane |

## Apocrifi dell'Antico Testamento accolti nella Settanta
Oltre a questi testi ve ne sono altri parimenti di origine giudaica e non accolti nel canone ebraico ma accolti in quello greco-ortodosso (cioè presenti nella versione biblica greca della Settanta):
| Apocrifi dell'Antico Testamento presenti nella Settanta   | Apocrifi dell'Antico Testamento presenti nella Settanta            | Apocrifi dell'Antico Testamento presenti nella Settanta | Apocrifi dell'Antico Testamento presenti nella Settanta | Apocrifi dell'Antico Testamento presenti nella Settanta | Apocrifi dell'Antico Testamento presenti nella Settanta |
| Titolo                                                    | Autore                                                             | Lingua                                                  | Data                                                    | Contenuto | Note |
| --------------------------------------------------------- | ------------------------------------------------------------------ | ------------------------------------------------------- | ------------------------------------------------------- | --- | --- |
| Esdra greco o 1 Esdra (protestanti) o 3 Esdra (cattolici) | anonimo                                                            | greco                                                   | I secolo a.C. - I secolo d.C.                           | Parallelo ai libri di Esdra, Neemia, 2 Cronache. Dopo una riassuntiva parentesi circa la storia di Gerusalemme tra 609-538 a.C. descrive il ritorno a Gerusalemme dei Giudei deportati a Babilonia (538 a.C.) e la ricostruzione del cosiddetto secondo tempio (attorno al 515 a.C.)                                                                            | Contiene diversi errori storici. Noto come 1 Esdra nella Settanta e nella tradizione protestante; 2 Esdra nella tradizione cattolica pre-Trento; 3 Esdra nella tradizione cattolica post-Trento   |
| Odi                                                       | -                                                                  | greco                                                   | -                                                       | Raccolta di 14 inni (13 senza la Preghiera di Manasse) presenti nell'Antico e nel Nuovo Testamento con lievi variazioni testuali | Probabilmente un compendio ad uso liturgico |
| Preghiera di Manasse                                      | pseudoepigrafa di Manasse re di Giuda (687-642 a.C.)               | greco                                                   | II-I secolo a.C.                                        | Breve (15 versetti) preghiera rivolta al Signore creatore e custode del popolo (v. 2Cr33,18) | Nelle attuali versioni della Settanta inclusa in Odi come c. 12 |
| Terzo libro dei Maccabei                                  | anonimo                                                            | greco                                                   | fine I secolo a.C.                                      | Descrive la persecuzione subita dai Giudei della comunità di Alessandria d'Egitto sotto il sovrano greco-egiziano Tolomeo IV (222-205 a.C.), descrivendo alcuni interventi salvifici miracolosi di Dio in loro soccorso | Il contenuto è indipendente dalle storie narrate in 1-2 Maccabei, sebbene mostri affinità stilistiche e richiami ad esse. La persecuzione descritta non trova conferma dalle altre fonti storiche |
| Quarto libro dei Maccabei                                 | anonimo, da alcuni Padri della Chiesa attribuito a Giuseppe Flavio | greco                                                   | I secolo a.C. - I secolo d.C.                           | Omelia che illustra il primato della pia ragione sulle passioni ricorrendo agli esempi offerti dal martirio di Eleazaro e dei sette fratelli narrato in 2 Maccabei | Influsso stoico |
| Salmo 151                                                 | pseudoepigrafo di Davide re degli Ebrei (circa XI secolo a.C.)     | greco da testi ebraici                                  | -                                                       | Breve salmo (7 versetti) titolato "Questo è il Salmo autografo di Davide e fuori dal numero, quando combatté Golia". Rievoca eventi della vita di Davide | Traduzione greca elaborata di 2 salmi ebraici chiamati convenzionalmente 151a e 151b ritrovati a Qumran 11QPs(a)                                                                                  |
| Salmi 152-155                                             | -                                                                  | conservati in siriaco e greco da testi ebraici          | -                                                       | Titoli: 152 "Preghiera di Ezechia quando i nemici lo circondavano"; 153 "Quando il popolo ottenne il permesso da Ciro di tornare in patria"; 154 "Detto da Davide quando lottò con un leone e un lupo che attaccarono una pecora dal suo gregge"; 155 "Detto da Davide quando ritornava ringraziando Dio, che lo liberò dal leone e dal lupo e uccise entrambi" | Presenti nella Peshitta e in manoscritti della Settanta di Qumran |
| Salmi di Salomone                                         | pseudoepigrafi di Salomone re degli Ebrei (X secolo a.C.)          | greco da testi ebraici                                  | fine del I secolo a.C.                                  | 18 salmi | Accenni messianisti, anti-romani, anti-maccabei, anti-sadducei. Perduti ma ritrovati nel XVII secolo                                                                                              |

## Deuterocanonici
Alcuni testi di origine giudaica non accolti nel canone ebraico sono detti dai cattolici deuterocanonici = 'del secondo canone' (contrapposti al 'primo canone' ebraico), in quanto inclusi oltre che nella Settanta anche nel canone cattolico della Bibbia latina detta Vulgata. Dalla tradizione protestante sono considerati alla stregua degli altri apocrifi e indicati con la stessa dicitura.
- Libro di Giuditta
- Libro di Tobia
- Primo libro dei Maccabei
- Secondo libro dei Maccabei
- Libro della Sapienza (o "Sapienza di Salomone")
- Siracide (o "Ecclesiastico")
- Libro di Baruc
- Lettera di Geremia
- Preghiera di Azaria e Cantico dei tre giovani nella fornace
- Storia di Susanna
- Bel e il Drago
- Libro di Ester (versione greca)

## Riferimenti biblici
Giovanni 5,41-47 descrive l'esistenza di scritti di Mosè riguardo a Gesù o alla Legge del Verbo di Dio, che è Gesù stesso: «se credeste infatti a Mosè, credereste anche a me; perché di me egli ha scritto». A Mosè è tradizionalmente attribuita la scrittura dei Libri del Pentateuco.
Mosè e Elia sono anche le uniche due personalità dell'Antico Testamento alle quali Dio concede la grazia di una teofania nel Nuovo, quando si manifestano ai tre apostoli durante la Trasfigurazione di Gesù sul Monte Tabor. 
Malgrado questo privilegio unico, a Elia non è attribuita la paternità di alcun libro del canone biblico; inoltre, i testi del Pentateuco non sono esplicitamente chiamati "Libri di Mosè", col nome del loro autore presunto, diversamente da quanto accade per i testi profetici.